# Ekologiskt jordbruk

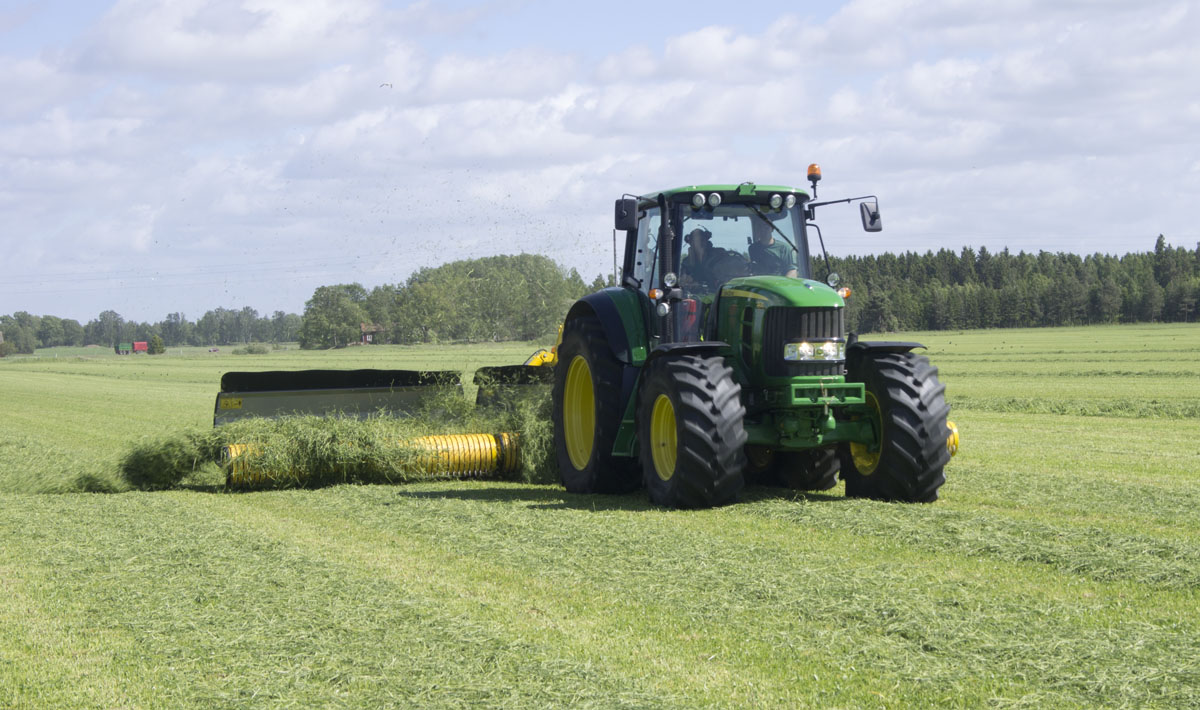
Skörd av vallfoder

Ekologiskt jordbruk är ett begrepp som innefattar ett antal principer, mål och praktiska åtgärder med syfte att jordbrukssystemet ska fungera så naturligt som möjligt. Ekologisk odling och ekologiskt lantbruk är enligt KRAV jordbruk som bland annat bygger på lokala, förnybara resurser, där syntetiskt handelsgödsel och kemiska naturfrämmande bekämpningsmedel inte används. Skördarna är för de flesta grödor lägre, vilket även bidrar till några av de mervärden som följer med den ekologiska produktionen. Regelverket för ekologiskt jordbruk skiljer sig mellan länder. I EU bygger regelverket på ett direktiv och produktion som följer direktivet kan märkas med Ekologiskt jordbruk-logotypen.
Generellt strävar ekologisk odling efter att i så hög mån som möjligt vara självförsörjande, använda förnybara resurser samt fungera som ett kretslopp och bevara den biologiska mångfalden. Miljömässiga fördelar med ekologisk odling är bland annat ökad biologisk mångfald på grund av mindre ogräs- och skadedjursbekämpning och inget läckage av syntetiska kemikalier. Den biologiska mångfalden är större på jordbruksmark som odlas ekologiskt, till exempel är det i genomsnitt 50 % fler arter av växter och pollinerare som humlor och bin på ekologiska gårdar. Att djur ska ha möjlighet att leva ett naturligt liv rankas högt i det ekologiska lantbruket och ses som en förutsättning för god djurvälfärd. I dagens ekoproduktion ges djuren också ofta goda förutsättningar att kunna utföra beteenden i enlighet med sina behov. Bland annat erbjuds de utevistelse, grovfoder och större vistelseyta, vilket främjar naturligt utforskande samt födosöks- och ätbeteenden.

## Jordbrukssystemet i EU
Det ekologiska jordbruket styrs av ett EU-direktiv. I visionerna anges att uppfödningen av djur och odlingen av grödor sker så naturligt som möjligt samt att odlingsmetoderna bygger på lokala och förnybara resurser. Det är inte tillåtet med syntetiskt gödsel, utan allt gödsel i ekologisk produktion kommer från biologiska källor. Vissa bekämpningsmedel är tillåtna i produktionen, men inte om de är framställda syntetiskt. Till exempel får såpa och bikarbonat användas.
Sedan 1 juli 2010 finns en logotyp för märkning inom Europeiska unionen av ekologisk produktion. Logotypen är till för att konsumenterna lättare ska känna igen ekologiska produkter i handeln.

## Areal och inriktning i Sverige
2018 utgjordes 20 procent av Sveriges jordbruksareal av ekologisk jordbruksmark, vilket motsvarar 609 100 hektar odlingsmark och 30 % av betesmarken var ekologisk. Den svenska regeringen hade som mål att 20 procent av jordbruksarealen skulle utgöras av ekologisk odling vid utgången av år 2020. Ett ekonomiskt miljöstöd utgår till gårdar med ekologisk odling, detta stöd går även till konventionella gårdar som gör vissa miljöinsatser. Ekologiskt jordbruk i Sverige får även gårdsstöd i samma utsträckning som konventionella gårdar, samt även ett ytterligare statligt ekonomiskt stöd både för växtodling och djurhållning.
Den ekologiska odlingen inriktas huvudsakligen på slåtter- och betesvall (58 procent av den totala arealen) och spannmålsodling (27 procent av den totala arealen) eftersom det är lätt att bedriva mjölk- och köttproduktion enligt det ekologiska regelverket.
Precis som i andra jordbruk med djur används stallgödseln för återcirkulera näring till jorden. I det ekologiska jordbruket är djurhållningen viktig men det förekommer jordbruk utan djurhållning. Dessa kreaturslösa gårdar använder ofta växtnäring från konventionellt jordbruk. Sverige importerar kött- och benmjöl från Danmark för gödsling av ekologiska grödor då svenska jordar är relativt kalkfattiga.
Genomsnittligt har de ekologiska mjölkgårdarna fler kor än svenska gårdar i genomsnitt (87 respektive 74). Djurantalet per hektar (djurtäthet) är lägre för ekologiskt jordbruk än för konventionellt jordbruk.
Det ekologiska regelverket KRAV tillåter inte kretslopp av humanurin, avloppsslam eller merparten "biogödsel" (rötade matrester). Däremot är det tillåtet att använda sin egen stallgödsel. Det ekologiska regelverket tillåter även användning av merparten gödsel från konventionella djur.

## Certifikat och märkning
Produkter från certifierat ekologiskt jordbruk får marknadsföras som ekologiska produkter. För att få märka sina varor som ekologiska  krävs en omläggningsperiod om två år för lantbruket, enligt reglerna i ekoförordningen. Den som söker att få märka varorna kommer att årligen granskas av EU:s kontrollorgan eller nationella myndigheter och organisationer som är verifierade. I sådana fall ska även hantering och förädling som sker senare i livsmedelskedjan vara certifierad. I Sverige följer de flesta certifierade gårdarna KRAV:s regler. KRAV är en medlemsorganisation som ägs av de stora aktörerna på livsmedelsmarknaden. Certifieringen sköts i Sverige av fristående certifieringsbolag. 

## Källhänvisningar
1. ↑  ”Om ekologisk produktion”. Jordbruksverket. https://jordbruksverket.se/jordbruket-miljon-och-klimatet/ekologisk-produktion. Läst 13 november 2021.
2. ↑  ”Regler för KRAV-certifierad produktion utgåva 2017”. KRAV. Arkiverad från originalet den 9 augusti 2017. https://web.archive.org/web/20170809131503/http://www.krav.se/sites/default/files/delar_vaxtodling_2017.pdf. Läst 9 augusti 2017.
3. ↑  ”Sammanfattning avkastning och livsmedelsförsörjning i ekologisk produktion | Ekofakta”. ekofakta.se. https://ekofakta.se/avkastning-och-livsmedelsfoersoerjning-i-ekologisk-produktion/sammanfattning-avkastning-och-livsmedelsfoersoerjning-i-ekologisk-produktion. Läst 13 oktober 2021.
4. ↑  Madeleine Arnqvist. ”Utvecklingen mot en hållbar livsmedelsproduktion”. Arkiverad från originalet den 10 juni 2007. https://web.archive.org/web/20070610214838/http://www.cemus.uu.se/dokument/ke/Hallbart-jordbruk.pdf. Läst 14 september 2015.
5. ↑  Tuck, Sean L.; Winqvist, Camilla; Mota, Flávia; Ahnström, Johan; Turnbull, Lindsay A.; Bengtsson, Janne (2014-02-07). ”Land‐use intensity and the effects of organic farming on biodiversity: a hierarchical meta‐analysis”. Journal of Applied Ecology 51 (3):  sid. 746–755. doi:10.1111/1365-2664.12219. ISSN 0021-8901. http://dx.doi.org/10.1111/1365-2664.12219. Läst 13 oktober 2021.
6. ↑  ”Djurvälfärd på ekologiska gårdar | Ekofakta”. ekofakta.se. https://ekofakta.se/vad-saeger-forskningen-om-ekologiskt-lantbruk/djurvaelfaerd-paa-ekologiska-gaardar. Läst 13 oktober 2021.
7. ↑  ”Mindre kvävegödsling ger mindre skördar av ekologiska grödor | Ekofakta”. ekofakta.se. https://ekofakta.se/avkastning-och-livsmedelsfoersoerjning-i-ekologisk-produktion/mindre-kvaevegoedsling-ger-mindre-skoerdar-av-ekologiska-groedor. Läst 13 oktober 2021.
8. ↑  ”Sammanfattning växtskydd och bekämpningsmedel i ekologisk produktion | Ekofakta”. ekofakta.se. https://ekofakta.se/vaextskydd-och-bekaempningsmedel-i-ekologisk-produktion/sammanfattning-vaextskydd-och-bekaempningsmedel-i-ekologisk-produktion. Läst 13 oktober 2021.
9. ↑  "ekologiskt jordbruk". NE.se. Läst 26 november 2014.
10. ↑  SCB:s statistik för ekologiskt jordbruk
11. 1 2 3  ”Ekologisk odling”. Nationalencyklopedin. 30 december 2010. https://www.ne.se/uppslagsverk/encyklopedi/l%C3%A5ng/ekologisk-odling.
12. ↑   Arkiverad 9 augusti 2017 hämtat från the Wayback Machine., Jordbruksverket:ersättningsnivåer.
13. ↑  ”Tre nya miljöersättningar - Hur blev det? | 2004 - Årsvis - Rap”. webbutiken.jordbruksverket.se. Arkiverad från originalet den 17 november 2015. https://web.archive.org/web/20151117031912/http://webbutiken.jordbruksverket.se/sv/artiklar/tre-nya-miljoersattningar-hur-blev-det.html. Läst 26 oktober 2015.
14. ↑  ”Miljöhusesyn”. www.miljohusesyn.nu. Arkiverad från originalet den 5 november 2015. https://web.archive.org/web/20151105040600/http://www.miljohusesyn.nu/s/6. Läst 26 oktober 2015.
15. 1 2  ”Växtnäringsförsörjning inom Ekologiska produktionsformer - 2005”. webbutiken.jordbruksverket.se. Arkiverad från originalet den 17 november 2015. https://web.archive.org/web/20151117032010/http://webbutiken.jordbruksverket.se/sv/artiklar/vaxtnaringsforsorjning-inom-ekologiska-produktionsformer.html. Läst 26 oktober 2015.
16. ↑  ”Ekologisk djurhållning 2013”. Arkiverad från originalet den 5 mars 2016. https://web.archive.org/web/20160305011413/http://www.jordbruksverket.se/webdav/files/SJV/Amnesomraden/Statistik,%20fakta/Husdjur/JO20/JO20SM1402/JO20SM1402_ikortadrag.htm. Läst 26 oktober 2015.
17. ↑  ”KRAVs Regler 2015”. KRAV. Arkiverad från originalet den 17 november 2015. https://web.archive.org/web/20151117032226/http://www.krav.se/regel/kravs-regler-2015. Läst 26 oktober 2015.
18. ↑  ”Medlemmar”. KRAV. Arkiverad från originalet den 17 november 2015. https://web.archive.org/web/20151117030525/http://www.krav.se/medlemmar. Läst 26 oktober 2015.